# Tiexi, Shenyang
Tiexi är ett stadsdistrikt i provinshuvudstaden Shenyang i Liaoning-provinsen i nordöstra Kina.
1. ↑  http://www.geohive.com/cntry/cn-21.aspx